# The Beat Goes On
The Beat Goes On är ett musikalbum av Eva Eastwood från 2009.

## Låtlista
| Nr           | Titel                      | Längd |
| ------------ | -------------------------- | ----- |
| 1.           | The Beat Goes On           | 4:22  |
| 2.           | Zero Hero                  | 3:36  |
| 3.           | Wow Wow Wonderful          | 3:32  |
| 4.           | Packing Up to Hit the Road | 3:24  |
| 5.           | Come Forward Boy           | 4:18  |
| 6.           | Codeine                    | 4:23  |
| 7.           | Thumbs Up                  | 2:59  |
| 8.           | All the Way                | 3:28  |
| 9.           | Boom Boom                  | 2:49  |
| 10.          | Set Me Free                | 3:38  |
| 11.          | You Owe Me                 | 3:34  |
| 12.          | Once Again                 | 3:46  |
| 13.          | Mourn for Me               | 3:32  |
| 14.          | Gothenburg Alone           | 4:26  |
| Total längd: | Total längd:               | 51:47 |